# Jared Warren
Jared Warren es el bajista tanto de la banda de Stoner metal/Sludge metal Big Business (junto al baterista Coady Willis y el guitarrista Toshi Kasai) y The Melvins.
Tanto Warren como Willis se unieron a The Melvins en enero de 2006 y aparecen en (A) Senile Animal también en Nude with Boots de 2008 y en The Bride Screamed Murder de 2010. Anteriormente había sido parte de las bandas Karp, Tight Bros From Way Back When y The Whip.